# Черный, Ян
Ян Черный (чеш. Jan Černý; 4 марта 1874[…], Угерски-Острог[…] — 10 апреля 1959[…], Угерски-Острог[…]) — чехословацкий политик. Дважды назначался на должность премьер-министра Чехословакии. Длительное время (с перерывами) занимал пост министра внутренних дел.

## Биография
Родился в семье скорняка. После окончания гимназии в Угерске-Градиште, изучал право на юридическом факультете Карлова Университета. В 1899 году стал сотрудником годонинской районной управы. С 1908 года чиновник министерства внутренних дел Австро-Венгрии в Вене.
В 1912 году стал главой Моравского губернского управления в Брно, оставался на этой должности до 1918 года. После создания Чехословакии принял власть над Моравией.
В 1920—1928 годах президент областной политической администрации Моравии и до 1939 года региональный президент Моравско-силезской земли. Во время работы в общечехословацком правительстве оставался на этих должностях.
После падения второго правительства Властимила Тусара из-за разногласий между социал-демократами и коммунистами, Национальное собрание создало беспартийное парламентское правительство во главе с Яном Черным. В первом своём правительстве также занимал и пост министра внутренних дел, который сохранил и при правительстве Эдварда Бенеша. После прихода к власти первого правительства Антонина Швеглы, оставил пост министра и вернулся к своим обязанностям в Моравии.
18 марта 1926 года вновь стал премьер-министром (Второе правительство Яна Чернего) и министром внутренних дел. Председателем правительства оставался до 12 октября, а министром до 1929 года. В дальнейшем, в 1932—1938 годах опять был министром внутренних дел.
В марте 1939 года вышел на пенсию по собственному желанию и уединённо жил в Угерском Остроге, где и умер в 1959 году.